# This Is Menace
This Is Menace és un supergrup britànic de metalcore, participant membres de no menys de 19 bandes diferents:
Killing Joke, Funeral for a Friend, Hundred Reasons, Sikth, Fightstar, Pitchshifter, Earthtone9, Carcass, Napalm Death, Send More Paramedics, Therapy?, Hiding Place, Amen, Murder One, Charger, The Ghost of a Thousand, New Model Army, 36 Crazyfists.

## Membres

### Membres principals (del grup)
- Jason Bowld - Drums & Guitars
- Mark Clayden - Bass
- P. Fletcher - Guitars
- Gez Walton - Guitars

### Vocals invitats
- B'Hellmouth de Send More Paramedics
- Charlie Simpson de Fightstar
- J.S. Clayden de Pitchshifter
- Ben Woosnam de Hondo Maclean
- Colin Doran de Hundred Reasons
- Matt Davies de Funeral for a Friend
- Justin Hill de SikTh
- Casey Chaos de Amen
- Paul McCallion de Hiding Place
- Jeff Walker de Carcass
- Andy Cairns de Therapy?
- Karl Middleton de Earthtone9
- Mikee Goodman de SikTh/Sad Season

## Discografia

### Àlbums
- No End in Sight (2005) (PSI Records)
- The Scene Is Dead (2007) (Fourth Wall Records)

### EPs
- Collusion (2005) (PSI Records)

### DVDs
- Emotion Sickness (2007) (Fourth Wall Records)